# 사회적경제기업
사회적경제기업은 불평등, 빈부격차, 환경파괴, 사회문제 등을 해결하고 사회혁신을 추구함으로써, 공동체 구성원 모두의 행복을 우선하며 사회적 가치를 추구하는 경제 활동을 하는 기업(또는 조직)이다.

## 공통성
- 구성원의 참여를 바탕으로
- 국가와 시장의 경계에서
- 사회적가치를 추구하는
- 민간의 경제활동을 의미

## 유형(종류)
- 사회적기업
- 협동조합
- 자활기업
- 마을기업
- 소셜벤처

### 사회적기업
- 사회적기업 / 예비사회적기업은 영리기업과 비영리기업의 중간 형태로, 사회적취약 계층에게 사회서비스 또는 일자리를 제공하면서 재화 및 서비스의 생산, 판매 등 영업활동을 하는 기업으로서 고용노동부 장관의 인증을 받은 기관이다.

### 협동조합
- 협동조합은 공동으로 소유되고 민주적으로 운영되는 사업체를 통하여 공통의 경제적, 사회적, 문화적 필요와 욕구를 충족시키고자 하는 사람들이 자발적으로 결성한 자율적인 조직으로 재화 또는 용역의 구매, 생산, 판매, 제공 등을 협동으로 영위함으로써 조합원의 권익을 향상하고 지역사회에 공헌하는 사업조직이다.

### 자활기업
- 자활기업은 지역자활센터의 자활근로사업을 통해 습득된 기술을 바탕으로 1인 혹은 2인 이상의 수급자 또는 저소득층 주민들이 생산자협동조합이나 공동사업자 형태로 운영되는 기업이다.

### 마을기업
- 마을기업은 지역 주민이 각종 자원을 활용한 수익사업을 통해 공동의 지역 문제를 해결하고, 소득 및 일자리를 창출하여 지역공동체 이익을 효과적으로 실현하기 위해 설립, 운영하는 마을 단위 기업이다.

### 소셜벤처
- 소셜벤처는 사회적 목표 달성을 위해 혁신적이고 체계적인 해결책을 제공하고자 하는 사회적 기업가에 의해 설립된 기업 또는 조직입니다.